# Communauté de communes Sausseron Impressionnistes
La Communauté de communes  Sausseron Impressionnistes (ou CCSI), dénommée jusqu'au 31 décembre 2015 Communauté de communes de la Vallée du Sausseron (CCVS), est une communauté de communes française, située dans le département du Val-d'Oise et la région Île-de-France.

## Historique
Après une phase de réflexion des communes de l'ex-canton de la Vallée-du-Sausseron, ainsi que  Épiais-Rhus et Arronville, la communauté de communes de la Vallée du Sausseron a été créée par arrêté préfectoral du 24 décembre 2002, et regroupe alors  Arronville, Ennery (95), Epiais-Rhus, Génicourt, Hédouville, Hérouville, Labbeville, Livilliers, Menouville, Nesles la Vallée et Vallangoujard.
La Commune de Berville a, en 2004, décidé de rejoindre la Communauté, après avoir quitté la communauté de communes Val de Viosne.
La commune de Frouville, enclavée dans la CC de la « Vallée du Sausseron », l'a rejointe le 1er janvier 2013 conformément aux dispositions du  schéma départemental de coopération intercommunale du Val-d'Oise approuvé le 11 novembre 2011, portant son territoire à 9 254 habitants répartis dans 13 communes, d'une superficie 109 km² soit 84,9 hab/km²,.
Dans le cadre de l'achèvement de la coopération intercommunale prévue par la loi de modernisation de l'action publique territoriale et d'affirmation des métropoles,,, la communauté de communes de la Vallée de l'Oise et des impressionnistes a disparu le 31 décembre 2015, et ses communes d'Auvers-sur-Oise, Butry-sur-Oise et Valmondois ont intégré la CCVS, doublant la population de l'intercommunalité. Par ailleurs, la commune de Berville quitte la Communauté pour rejoindre la Communauté de Communes Vexin Centre. À cette  occasion, la dénomination de la communauté de communes change et devient la communauté de Communes Sausseron-Impressionnistes,.

## Territoire communautaire

### Géographie
L'intercommunalité se trouve dans le périmètre du parc naturel régional du Vexin français, dans la région naturelle du Vexin français.

### Composition
La communauté de communes est composée des 15 communes suivantes :

| Nom                     | Code Insee | Gentilé          | Superficie (km2) | Population (dernière pop. légale) | Densité (hab./km2) |
| ----------------------- | ---------- | ---------------- | ---------------- | --------------------------------- | ------------------ |
| Auvers-sur-Oise (siège) | 95039      | Auversois        | 12,69            | 6 820 (2022)                      | 537                |
| Arronville              | 95023      | Arronvillois     | 15,85            | 619 (2022)                        | 39                 |
| Butry-sur-Oise          | 95120      | Butryots         | 2,6              | 2 242 (2022)                      | 862                |
| Ennery                  | 95211      | Annericiens      | 7,43             | 2 313 (2022)                      | 311                |
| Épiais-Rhus             | 95213      | Épiais-Rhusiens  | 10,46            | 607 (2022)                        | 58                 |
| Frouville               | 95258      |                  | 7,6              | 347 (2022)                        | 46                 |
| Génicourt               | 95271      | Génicourtois     | 6,44             | 515 (2022)                        | 80                 |
| Hédouville              | 95304      | Hédouvillois     | 5,28             | 280 (2022)                        | 53                 |
| Hérouville-en-Vexin     | 95308      | Hérouvillois     | 8,42             | 569 (2022)                        | 68                 |
| Labbeville              | 95328      | Labbevillois     | 8,07             | 641 (2022)                        | 79                 |
| Livilliers              | 95341      | Livillois        | 6,53             | 386 (2022)                        | 59                 |
| Menouville              | 95387      | Menouvillois     | 2,78             | 62 (2022)                         | 22                 |
| Nesles-la-Vallée        | 95446      | Neslois          | 13,46            | 1 823 (2022)                      | 135                |
| Vallangoujard           | 95627      | Vallangoujardois | 7,6              | 616 (2022)                        | 81                 |
| Valmondois              | 95628      | Valmondoisiens   | 4,59             | 1 209 (2022)                      | 263                |

### Démographie
| 1968   | 1975   | 1982   | 1990   | 1999   | 2010   | 2015   | 2021   |
| ------ | ------ | ------ | ------ | ------ | ------ | ------ | ------ |
| 12 262 | 13 925 | 14 867 | 16 887 | 18 486 | 18 787 | 19 411 | 19 061 |

## Fonctionnement

### Siège
La communauté de communes a son siège en Mairie d'Auvers-sur-Oise, 17 rue du Général de Gaulle.

### Élus
La communauté de communes est administrée par son conseil communautaire, composé, pour la mandature 2020-2026, de 31 conseillers communautaires, qui sont des conseillers municipaux  représentant chacune des communes membres, répartis en fonction de leur population de la manière suivante :

- 11 délégués pour Auvers-sur-Oise ;

- 3 délégués pour Ennery, Butry-sur-Oise et Nesles-la-Vallée ;

- 1 délégué ou son suppléant pour les autres communes, comprises entre 1202 et 62 habitants.
Au terme des élections municipales de 2020 dans le Val-d'Oise, le conseil communautaire reconstitué a élu  le 11 juillet 2020 sa nouvelle présidente, Isabelle Mézières, maire d'Auvers-sur-Oise, ainsi que ses 5 vice-présidents, qui sont : 
1. Christophe Buatois, maire de Nesles-la-Vallée, chargé du développement économique ;
2. Éric Couppé, maire d'Hédouville, chargé de la voirie et des mobilités ;
3. Stéphan Lazaroff, maire de Frouville, chargé de l’enfance ;
4. Claude Noël, maire de Butry-sur-Oise, chargé de la culture, des sports et des loisirs ;
5. Alain Devillebichot, maire de Labbeville, chargé de l’environnement et au cadre de vie

### Liste des présidents
| Période      | Période                       | Identité          | Étiquette                   | Qualité |
| ------------ | ----------------------------- | ----------------- | --------------------------- | --- |
| janvier 2003 | juillet 2020                  | Marc Giroud       | DVD puis UMP → LR puis LREM | Médecin, fondateur du SAMU-95 Maire de Vallangoujard (2001 → ) Député suppléant de Philippe Houillon ( ? → 2017) Président du SM du PNR du Vexin français (2013 → 2020) |
| juillet 2020 | En cours (au 11 juillet 2020) | Isabelle Mézières | DVD                         | Gérante de galerie d’art Maire d'Auvers-sur-Oise (2014 → ) |

### Compétences
L'intercommunalité exerce les compétences qui lui ont été transférées par les communes membres, dans les conditions fixées par le code général des collectivités territoriales. Il s'agit de : 
- Développement économique :  zones d’activité,  politique locale du commerce et soutien aux activités commerciales d’intérêt communautaire, promotion du tourisme, dont la création d’offices de tourisme ;
- Aménagement de l’espace  schéma de cohérence territoriale (SCoT) et schéma de secteur ;
- Gestion des milieux aquatiques et prévention des inondations (GEMAPI) ;
- Aires d’accueil des gens du voyage et des terrains familiaux locatifs définis aux 1° à 3° du II de l’article 1er de la loi n° 2000-614 du 5 juillet 2000 relative à l’accueil et à l’habitat des gens du voyage ;
- Collecte et traitement des déchets des ménages et déchets assimilés;
- Protection et mise en valeur de l’environnement, le cas échéant dans le cadre de schémas départementaux et soutien aux actions de maîtrise de la demande d’énergie ;
- Politique de la ville : élaboration du diagnostic du territoire et définition des orientations du contrat de ville ; animation et coordination des dispositifs contractuels de développement urbain, de développement local et d’insertion économique et sociale ainsi que des dispositifs locaux de prévention de la délinquance ; programmes d’actions définis dans le contrat de ville ;
- Voirie d’intérêt communautaire ;
- Équipements culturels et sportifs d’intérêt communautaire et équipements de l’enseignement pré-élémentaire et élémentaire d’intérêt communautaire ;
- Maisons de services au public ;
- Culture : soutien aux actions de promotion et de diffusion de la culture, école de musique-conservatoire de l'ex-CCVOI[17], mise en réseau des bibliothèques ;
- Sport : études en vue d’éventuels futurs équipements sportifs, promotion des sports ;
- Circulations douces affectées aux modes de déplacement non motorisés reconnues d'intérêt communautaire ;
- Enfance : lieux d’accueil enfants parents, relais d’assistantes maternelles, médiation familiale, lieux d’accueil des enfants de moins de 3 ans, dont multi-accueils, mais à l’exclusion de l’accueil scolaire, centres de loisirs dans les conditions définies par le conseil communautaire,       activités périscolaires dans les conditions définies par le conseil communautaire ;
- Personnes âgées : études en vue d’éventuelles actions.
- Services à la personne : études en vue d’éventuelles actions (notamment, dans le cadre de l’accès aux soins, maison médicale).
- Communication : services informatiques d’équipement et de maintenance jugés d’intérêt communautaire par délibération du conseil communautaire.
- communication institutionnelle de la Communauté.
- Instruction du droit des sols ;
- Mutualisation ;
- Actions d’aide aux communes membres, groupements de commandes, prestations de service commun par une commune membre, participation à des mutualisations au-delà du territoire communautaire.

### Régime fiscal et budget
La communauté de communes est un établissement public de coopération intercommunale à fiscalité propre.
Afin de financer l'exercice de ses compétences, l'intercommunalité perçoit la fiscalité professionnelle unique (FPU) – qui a succédé à la taxe professionnelle unique (TPU) – et assure une péréquation de ressources entre les communes résidentielles et celles dotées de zones d'activité.
Elle ne verse pas de dotation de solidarité communautaire (DSC) à ses communes membres.

## Projets et réalisations
Conformément aux dispositions légales, une communauté de communes a pour objet d'associer des « communes au sein d'un espace de solidarité, en vue de l'élaboration d'un projet commun de développement et d'aménagement de l'espace ».